# Грачёв, Глеб Павлович
Глеб Павлович Грачёв (укр. Гліб Павлович Грачов; род. 15 мая 1997, Попасная, Луганская область) — украинский футболист, защитник.

## Клубная карьера
Родился в Попасной, Луганская область. Воспитанник ЛВУФК (Луганск) и «Металлург» (Донецк).
С 2014 года тренировался с первой командой «металлургов», но из-за высокой конкуренции в команде не сыграл за неё ни одного официального поединка. Зато выступал за дончан в молодёжном первенстве. В 2015 году, после расформирования «Металлурга», вместе с другими игроками молодёжного состава перешел в каменскую «Сталь», где сначала также выступал за команду U-21. Дебютировал в составе каменского клуба 16 июля 2017 года в победном поединке Премьер-лиги против луганской «Зари».
16 июля 2018 года СМИ сообщили, что одесский «Черноморец» заключил контракт с Глебом Грачёвым.Дебют состоялся в матче 1 тура сезона 2018/19 чемпионата Украины против Олимпика из Донецка. Глеб сыграл все 90 минут, а его команда выиграла со счетом 2:1.В дебютном сезоне за черноморскую команду Грачов сыграл 22 матча во всех турнирах и забил 3 гола. По итогам сезона «Черноморец» проиграл в стыковых матчах команде «Колос» и покинул элитный дивизион Украины.
Во второй по значимости лиги Украины в сезоне 2019/20 сыграл лишь 5 матчей. 31 января 2020 года было объявлено об обоюдном расторжении контракта..
В марте 2022 года футболист стал игроком греческого клуба «Астерас Влахиотис». В августе 2022 года присоединился к таджикистанскому клубу «Истиклолу».
В марте 2023 года перешёл в латвийскую «Лиепаю».

## Клубная статистика
| Сезон   | Клуб       | Лига         | Чемпионат | Чемпионат | Кубок | Кубок | Еврокубки | Еврокубки | Всего | Всего |
| Сезон   | Клуб       | Лига         | Игры      | Голы      | Игры  | Голы  | Игры      | Голы      | Игры  | Голы  |
| ------- | ---------- | ------------ | --------- | --------- | ----- | ----- | --------- | --------- | ----- | ----- |
| 2017/18 | Сталь (К)  | Премьер-лига | 25        | 0         | 2     | 0     | —         | —         | 27    | 0     |
| 2018/19 | Черноморец | Премьер-лига | 22        | 2         | 2     | 1     | —         | —         | 24    | 3     |
| Итого:  | Итого:     | Итого:       | 47        | 2         | 4     | 1     | —         | —         | 51    | 3     |